# 県交北部交通
株式会社県交北部交通（けんこうほくぶこうつう）とは、高知県高知市に本社を置き、高知市中部を中心に路線バスを運行するバス事業者。1993年に高知県交通（現・とさでん交通）が100%出資して、不採算路線を運営させるため設立した分離子会社である。

## 概要
高知市中心部から見て「北部」に位置する旧鏡村、旧土佐山村、吾川郡いの町と高知市中心部を結ぶ路線を主に運行し、エリア内にある自治体からの受託運行も行っている。その他、高知高陵交通設立までの間は、宇佐 - 横浪 - 須崎 - 矢井賀線も担当していた。
高知県では初となる女性バス運転士が誕生した事業者でもある。

## 沿革
- 1993年(平成5年)
  - 3月26日 - 高知市一宮70番地に設立。
  - 4月1日 - 高知県交通本体から高吾北、鏡、土佐山系統を引き継ぎ運行開始。
  - 10月1日 - 須崎営業所を設置し、宇佐 - 横浪 - 須崎 - 矢井賀線を高知県交通から引き継ぎ運行開始。
- 1995年（平成7年）6月16日 - 小型車限定で貸切バスの営業を開始。
- 1999年（平成11年） - 土佐電気鉄道行川線廃止に伴い（行川橋） - 吉井 - 行川間の代替運行開始。
- 2002年（平成14年）4月1日 - 土佐電気鉄道久礼野線廃止に伴い（桜ヶ丘団地前） - 小坂峠 - 学校通（現久重小学校通）間の代替運行開始。
- 2012年(平成24年)
  - 10月1日 - ダイヤ改正。デマンドタクシー試験運行により川口以北(スクール便を除く。)、土佐山庁舎前以北を休止。川又口・川又間を廃止。
- 2013年(平成25年)4月1日  - 伊野・吾北系統でダイヤ改正。デマンドタクシー運行により若宮線を休止し、柳野線は柳野・狩山口(仁淀川町)間を延伸。すこやかセンター伊野に立ち寄りを開始。
- 2014年(平成26年)
  - 4月1日 - 川口以北のスクール便を廃止。
  - 10月1日  - 高知県交通グループと土佐電気鉄道グループが経営統合し新会社とさでん交通での運営に移行したのに伴い、全路線で行先番号の表示を開始、円行寺下・円行寺間を廃止、沿線の停留所名の改称等のダイヤ改正を実施。
- 2015年(平成27年)10月1日 - ダイヤ改正。西バイパス線をとさでん交通より移管。
- 2016年(平成28年)10月1日 - ダイヤ改正。高知営業所を廃止し、本店を高知市鏡今井24番地に、車庫を同市桟橋通五丁目(とさでん交通桟橋車庫内）に移転。ほとんどの路線が高知駅始発に変更。高新団地前･仁野間廃止。
- 2017年（平成29年）10月1日 - ダイヤ改正で行川線・円行寺線・高新団地前線を廃止。川口線・土佐山庁舎前線を統合。
- 2020年（令和2年）10月1日 - 狩山口・北浦橋間を延伸。
- 2022年（令和4年）10月1日 - 鏡岩線廃止。

## 営業所
- 本社 川口 （高知市鏡今井）
- 桟橋車庫（高知市桟橋通五丁目とさでん交通内）
- 柳瀬

## 運賃・乗車券類
回数乗車券については、高知県交通で使用可能な券は利用可能である。
また、2009年1月25日には、土佐電気鉄道との共同（両社の分離子会社の一部を含む）で、土電電車・両社バス共通の交通系ICカード「ですか」を導入し、利用が可能となっている。

## 路線
高知市中心部と各地を結ぶ主な路線は高知駅が起終点となっている。

### 八代（西バイパス）・朝倉～伊野駅・狩山口・土居・長沢線
- G1-Z2： 高知駅 - 北はりまや橋 - 鏡川橋 - 朝倉駅前 - すこやかセンター伊野 - 伊野駅 - 勝賀瀬 - 柳瀬営業所 - 出来地 - 高岩 - 柳野 -  狩山口 - 北浦橋
- G1-Z3： 高知駅 - 北はりまや橋 - 鏡川橋 - 朝倉駅前 - すこやかセンター伊野 - 伊野駅 - 勝賀瀬 - 柳瀬営業所 - 出来地 - 思地 - 土居
- G1-Z4： 高知駅 - 北はりまや橋 - 鏡川橋 - 朝倉駅前 - すこやかセンター伊野 - 伊野駅 - 勝賀瀬 - 柳瀬営業所 - 出来地 - 思地 - 土居 - 長沢
- G1-Z6： 高知駅 - 北はりまや橋 - 鏡川橋 - 西バイパス - 八代  - すこやかセンター伊野 - 伊野駅 - 勝賀瀬 - 柳瀬営業所 - 出来地 - 高岩 - 柳野 -  狩山口 - 北浦橋
- G1-Z8： 高知駅 - 北はりまや橋 - 鏡川橋 - 西バイパス - 八代  - すこやかセンター伊野 - 伊野駅 - 勝賀瀬 - 柳瀬営業所 - 出来地 - 思地 - 土居 - 長沢
- Z5→G1： 土居 → 思地 → 出来地 → 柳瀬営業所 → 勝賀瀬 → 伊野駅 → すこやかセンター伊野 → 八代 → 西バイパス → 鏡川橋 → 北はりまや橋 → 高知駅
- Z7→G1： 柳瀬営業所 → 勝賀瀬 → 伊野駅 → すこやかセンター伊野 → 八代 → 西バイパス → 鏡川橋 → 北はりまや橋 → 高知駅
- い1： すこやかセンター伊野 - 伊野駅 - 勝賀瀬 - 柳瀬営業所
- い2： すこやかセンター伊野 - 伊野駅 - 勝賀瀬 - 柳瀬営業所 - 出来地 - 高岩 - 柳野 - 狩山口 - 北浦橋
- い3： すこやかセンター伊野 - 伊野駅 - 勝賀瀬 - 柳瀬営業所 - 出来地 - 思地 - 土居
- い4： すこやかセンター伊野 - 伊野駅 - 勝賀瀬 - 柳瀬営業所 - 出来地 - 思地 - 土居 - 長沢

狩山口・北浦橋で黒岩観光狩山口線と連絡あり。長沢で嶺北観光自動車日野浦線と連絡あり。

柳瀬営業所（柳瀬第三）以北は自由乗降区間。

### 川口 - 土佐山庁舎線
- A2-E2： 川口営業所 - 鳥越 - 蛍橋西 - 北はりまや橋 - 高知駅前 - 中秦泉寺 - 正蓮寺 - 小坂峠 - 久重小学校通 - 土佐山庁舎前

## 廃止路線

### 天王ニュータウン - 伊野線
- すこやかセンター伊野 - 伊野駅前 - 波川分岐 - 八田 - 天王ニュータウン

### 行川線
- G1-A3： 高知駅 - 北はりまや橋 - 蛍橋西 - 鳥越 - 川口 - 行川

### みづき坂団地・円行寺下線
- G1-B3： 高知駅 - 北はりまや橋 - 上町二丁目 - 万々 - みづき坂中央 - 円行寺下

### 高新団地前線
- G1-X2： 高知駅 - 北はりまや橋 - 上町五丁目 - 石立十字路 - 高新団地前

### 鏡岩線
- G1-V1： 高知駅 - 北はりまや橋 - 球場前 - 石立十字路西 - 西高校 - 鏡岩

## 車両
当初は、高知県交通より引き継いだ日産ディーゼル（当時、現「UDトラックス」）製の中型車が主であったが、順次置き換えが進められ、日野自動車製で統一されていたが、とさでん交通からの三菱製が移籍した。
車両の塗色はとさでん交通の旧高知県交通車と全く同一であり、側面後部の社名を見ないと見分けがつかない。とさでん交通からの移籍車は白地に赤色ラインの塗装となっている。
担当する路線の道路事情が芳しくないことからノンステップバスは在籍していなかったが、2015年に日野・ポンチョが仁野線に導入された。2016年10月現在は、仁野線が廃止されたため、伊野線で使用されている。